# Mas Parés de Dalt
El Mas Parés de Dalt és una obra de Sant Pere de Ribes (Garraf) protegida com a Bé Cultural d'Interès Local.

## Descripció
Es tracta d'un immoble format per diferents cossos d'un únic nivell. La coberta és a doble vessant amb el carener paral·lel a la façana. Totes les obertures són d'arc pla arrebossat. L'acabat exterior és arrebossat i pintat de color blanc.

## Història
Es tracta d'una casa construïda durant la segona meitat del segle xx.